# Cyana
Cyana là một chi bướm đêm thuộc phân họ Arctiinae, họ Erebidae.

## Các loài
- Cyana aroa Bethune-Baker, 1904
- Cyana basialba Rothschild, 1913
- Cyana bicolor Rothschild, 1913
- Cyana brunnea Bethune-Baker, 1904
- Cyana charybdis Bethune-Baker, 1904
- Cyana croceizona Hampson, 1914
- Cyana fumea Hampson, 1900
- Cyana inusitata Bethune-Baker, 1910
- Cyana malayensis (Hampson, 1914)
- Cyana melanoplagia Hampson, 1914
- Cyana metamelas Hampson, 1914
- Cyana mira Röber, 1925
- Cyana nigroplagata Bethune-Baker, 1910
- Cyana punctistrigosa Rothschild, 1913
- Cyana tegyra Druce, 1899
  - Cyana tegyra postdivisa - Rothschild, 1913
  - Cyana tegyra tegyra - Druce, 1899
- Cyana thoracica Rothschild & Jordan, 1912
- Cyana transfasciata Rothschild, 1912
- Cyana tricolora Butler, 1877
- Cyana trigona Rothschild, 1903

## Hình ảnh

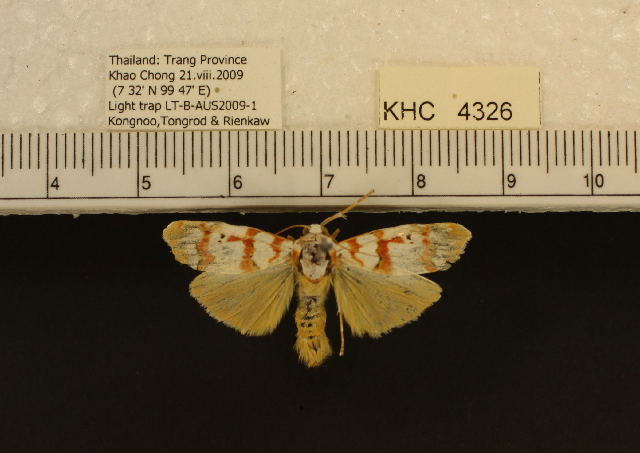
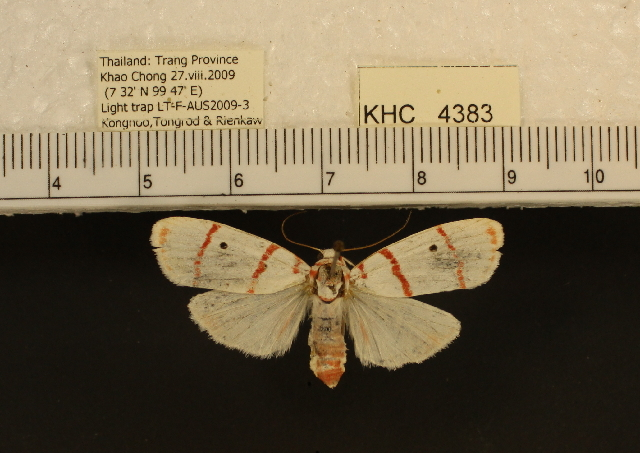
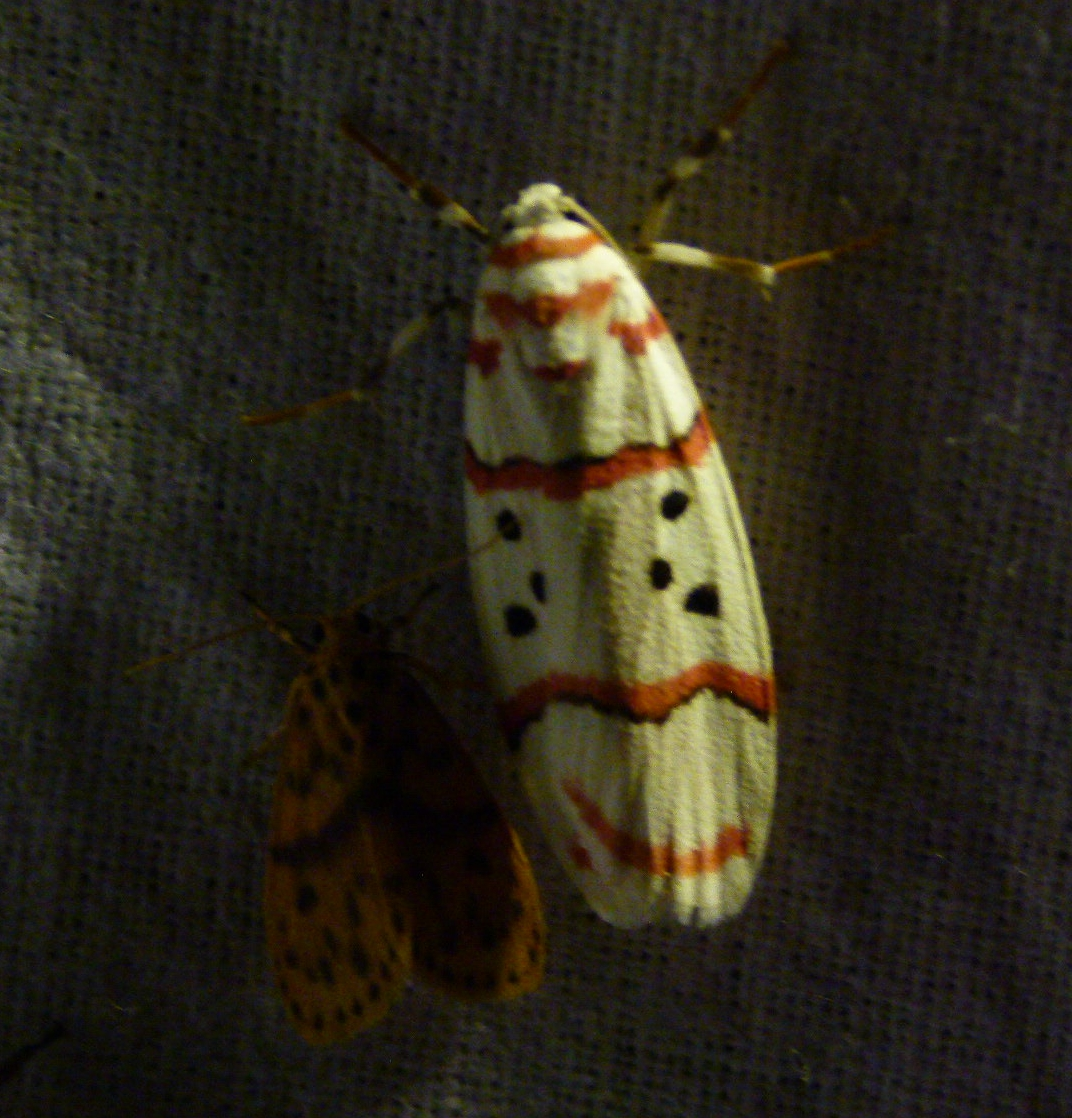
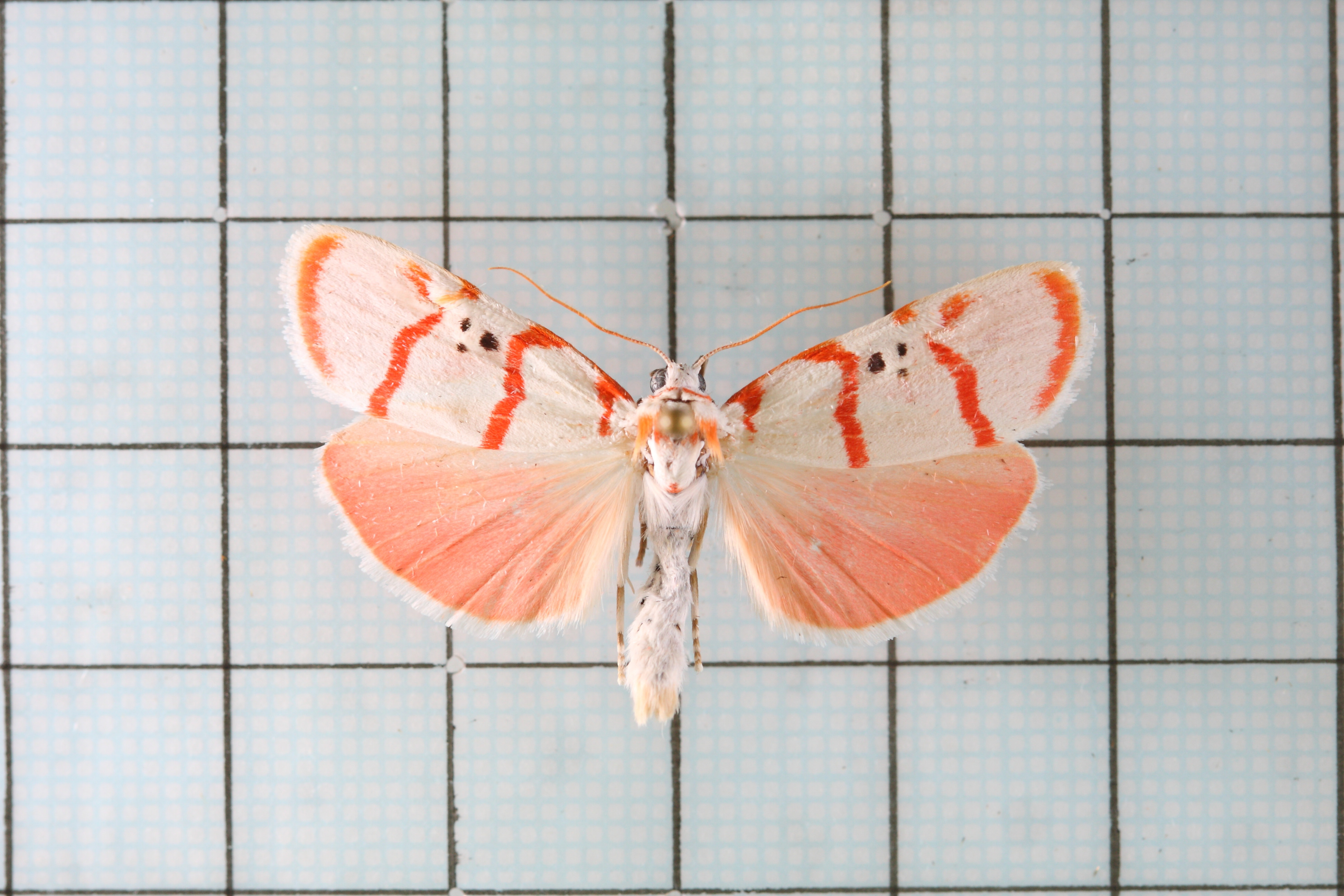